# Leuchttürme Ragaciems

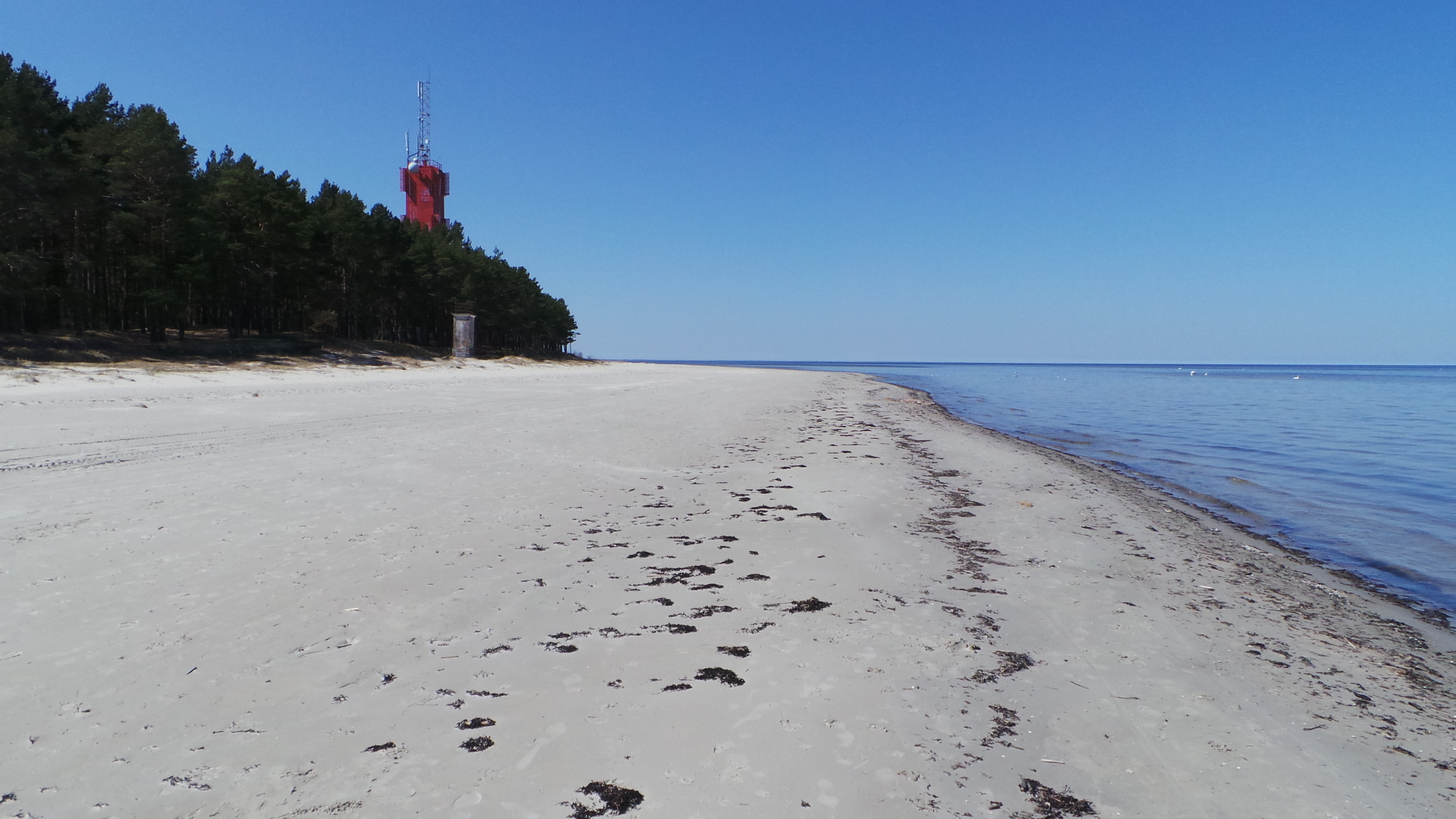
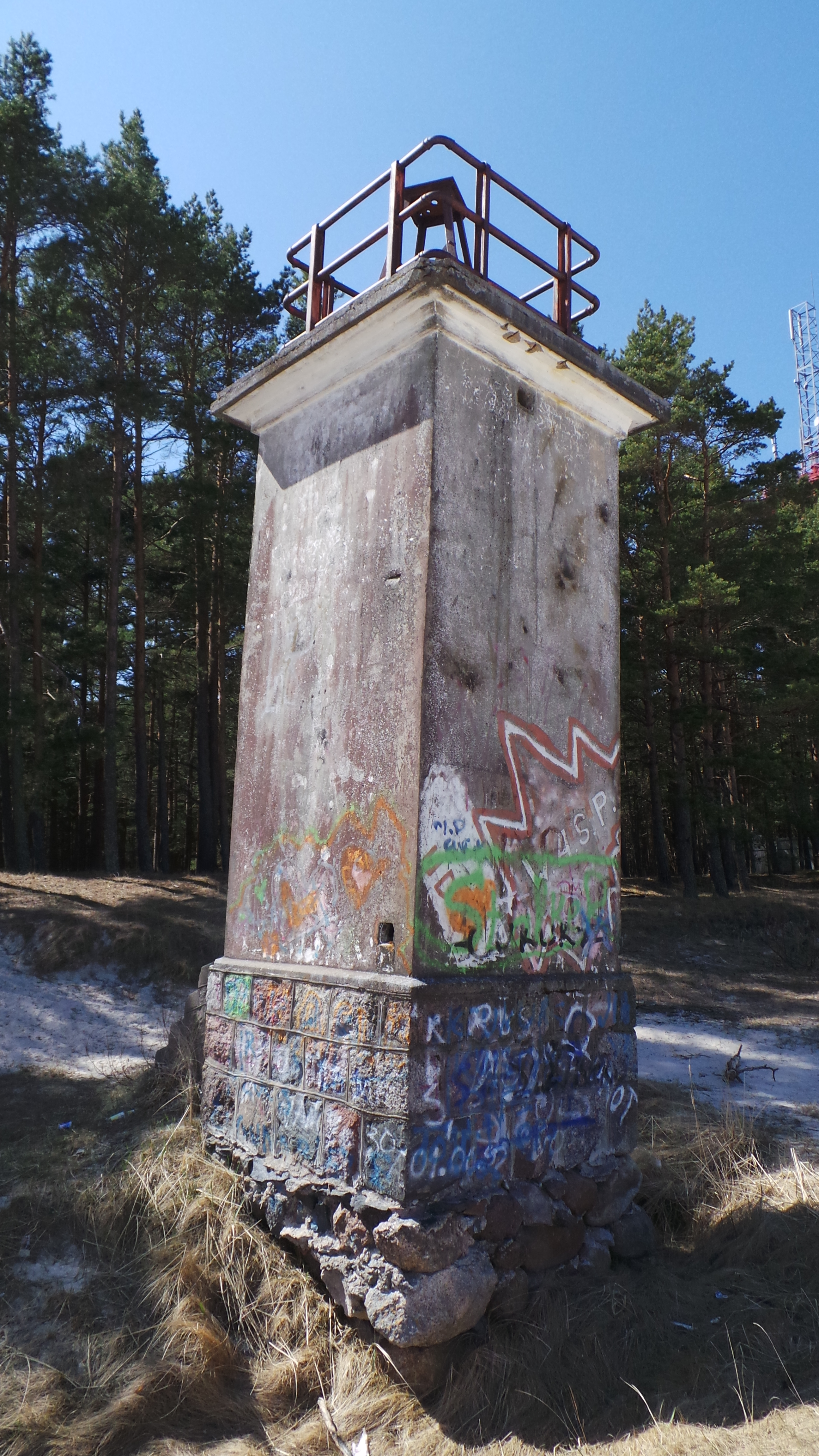

Die beiden Leuchttürme Ragaciems (lettisch Ragaciema bākas) befinden sich am nördlichen Rand von Ragaciems, Region Vidzeme in Lettland. Das Leuchtfeuer wird von der Rigaer Hafenbehörde verwaltet.
Der neue Leuchtturm wurde 1960 gebaut. Es ersetzte das alte Leuchtfeuer (Lage), einen 5 m hohen quadratischen Betonturm, der jetzt am Strand steht.
Der aktive Leuchtturm ist ein 30 Meter hoher quadratischer Metallfachwerkturm, der sich etwas hinter Bäumen versteckt. Das  Oberteil ist mit roten Lamellen verkleidet, die als Tageslichtmarke dienen.